# 茎花香草
茎花香草（学名：Lysimachia cauliflora）是报春花科珍珠菜属的植物，为中国的特有植物。分布于中国大陆的云南等地，多生长于山坡乔灌木林下阴处，目前尚未由人工引种栽培。